# Basketball-Weltmeisterschaft 1986
Die 10. Basketball-Weltmeisterschaft der Herren fand vom 5. Juli bis 19. Juli 1986 in Spanien statt. Die 24 Mannschaften spielten in Barcelona, Ferrol, Madrid, Málaga, Oviedo, Saragossa und Teneriffa.

## Teilnehmerländer
| Gruppe A                                                  | Gruppe B                                          | Gruppe C                                                                                 | Gruppe D                                                       |
| --------------------------------------------------------- | ------------------------------------------------- | ---------------------------------------------------------------------------------------- | -------------------------------------------------------------- |
| Brasilien Frankreich Griechenland Panama Spanien Südkorea | Angola Australien Israel Kuba Sowjetunion Uruguay | Volksrepublik China Elfenbeinküste Italien Puerto Rico Vereinigte Staaten BR Deutschland | Argentinien Kanada Jugoslawien Malaysia Neuseeland Niederlande |

Eigentlich hatten sich die Philippinen als Gewinner der Asienmeisterschaften 1986 für die Weltmeisterschaft qualifiziert. Auf Grund von mangelnden finanziellen Ressourcen konnte der Verband keine Mannschaft nach Spanien entsenden. Da sich China und Südkorea bereits als 2. beziehungsweise 3. für das Turnier qualifizieren konnten, rückte Malaysia als 4. nach.

## Austragungsorte
| Gruppe             | Gruppe A                | Gruppe B               | Gruppe C                                 | Gruppe D                                | Gruppe E                   | Gruppe F                      | Klassifikationsrunde/Finalspiele              |
| ------------------ | ----------------------- | ---------------------- | ---------------------------------------- | --------------------------------------- | -------------------------- | ----------------------------- | --------------------------------------------- |
| Spielort           | Saragossa               | Ferrol                 | Málaga                                   | Teneriffa                               | Barcelona                  | Oviedo                        | Madrid                                        |
| Spielstätte        | Palacio de los Deportes | Polideportivo A Malata | Palacio de los Deportes de Ciudad Jardín | Pabellón Central Santa Cruz de Tenerife | Sports Palace of Barcelona | Palacio Municipal de Deportes | Palacio de Deportes de la Comunidad de Madrid |
| Zuschauerkapazität | 5.000                   | 5.000                  | 5.000                                    | 6.000                                   | 8.000                      | 6.000                         | 12.000                                        |
| Fotos              |                         |                        |                                          |                                         |                            |                               |                                               |

## Qualifikationsrunde 1
|  | Qualifiziert für die zweite Qualifikationsrunde |

### Gruppe A – Saragossa
| Land         | Spiele | Gewonnen | Verloren | Körbe   | Differenz | Punkte |
| ------------ | ------ | -------- | -------- | ------- | --------- | ------ |
| Brasilien    | 5      | 4        | 1        | 478:419 | + 59      | 9      |
| Spanien      | 5      | 4        | 1        | 488:395 | + 93      | 9      |
| Griechenland | 5      | 3        | 2        | 476:447 | + 29      | 8      |
| Frankreich   | 5      | 3        | 2        | 449:428 | + 21      | 8      |
| Panama       | 5      | 1        | 4        | 435:517 | - 82      | 6      |
| Südkorea     | 5      | 0        | 5        | 414:534 | - 120     | 5      |

| 5. Juli  | Spanien      | 84:80       | Frankreich   |
| 5. Juli  | Brasilien    | 104:74      | Südkorea     |
| 5. Juli  | Panama       | 81:110      | Griechenland |
| 6. Juli  | Spanien      | 120:73      | Südkorea     |
| 6. Juli  | Frankreich   | 84:87       | Griechenland |
| 7. Juli  | Brasilien    | 88:85 n. V. | Panama       |
| 7. Juli  | Spanien      | 87:86       | Griechenland |
| 8. Juli  | Frankreich   | 93:85       | Brasilien    |
| 8. Juli  | Südkorea     | 103:111     | Panama       |
| 9. Juli  | Griechenland | 95:115      | Brasilien    |
| 9. Juli  | Spanien      | 125:70      | Panama       |
| 9. Juli  | Südkorea     | 84:101      | Frankreich   |
| 10. Juli | Panama       | 88:91       | Frankreich   |
| 10. Juli | Spanien      | 72:86       | Brasilien    |
| 10. Juli | Griechenland | 98:80       | Südkorea     |

### Gruppe B – Ferrol
| Land        | Spiele | Gewonnen | Verloren | Körbe   | Differenz | Punkte |
| ----------- | ------ | -------- | -------- | ------- | --------- | ------ |
| Sowjetunion | 5      | 5        | 0        | 565:369 | + 196     | 10     |
| Israel      | 5      | 3        | 2        | 435:444 | - 9       | 8      |
| Kuba        | 5      | 2        | 3        | 399:418 | - 19      | 7      |
| Australien  | 5      | 2        | 3        | 405:430 | - 25      | 7      |
| Uruguay     | 5      | 2        | 3        | 377:437 | - 60      | 7      |
| Angola      | 5      | 1        | 4        | 334:417 | - 83      | 6      |

| 5. Juli  | Australien  | 72:66       | Kuba       |
| 5. Juli  | Uruguay     | 79:84       | Israel     |
| 5. Juli  | Sowjetunion | 89:51       | Angola     |
| 6. Juli  | Angola      | 75:95       | Israel     |
| 6. Juli  | Sowjetunion | 129:89      | Kuba       |
| 7. Juli  | Sowjetunion | 114:77      | Israel     |
| 7. Juli  | Australien  | 74:77       | Uruguay    |
| 8. Juli  | Kuba        | 87:76       | Uruguay    |
| 8. Juli  | Angola      | 74:69       | Australien |
| 9. Juli  | Kuba        | 81:53       | Angola     |
| 9. Juli  | Sowjetunion | 111:62      | Uruguay    |
| 9. Juli  | Israel      | 91:98       | Australien |
| 10. Juli | Uruguay     | 83:81 n. V. | Angola     |
| 10. Juli | Sowjetunion | 122:92      | Australien |
| 10. Juli | Israel      | 88:78       | Kuba       |

### Gruppe C – Malaga
| Land                | Spiele | Gewonnen | Verloren | Körbe   | Differenz | Punkte |
| ------------------- | ------ | -------- | -------- | ------- | --------- | ------ |
| Vereinigte Staaten  | 5      | 5        | 0        | 446:348 | + 98      | 10     |
| Italien             | 5      | 4        | 1        | 423:366 | + 57      | 9      |
| Volksrepublik China | 5      | 2        | 3        | 430:442 | - 12      | 7      |
| Puerto Rico         | 5      | 2        | 3        | 383:373 | +10       | 7      |
| BR Deutschland      | 5      | 2        | 3        | 382:397 | - 15      | 7      |
| Elfenbeinküste      | 5      | 0        | 5        | 322:460 | - 83      | 5      |

| 5. Juli  | Italien             | 98:87  | Volksrepublik China |
| 5. Juli  | Vereinigte Staaten  | 99:63  | Elfenbeinküste      |
| 5. Juli  | Puerto Rico         | 81:68  | BR Deutschland      |
| 6. Juli  | Elfenbeinküste      | 70:88  | BR Deutschland      |
| 6. Juli  | Vereinigte Staaten  | 107:81 | Volksrepublik China |
| 7. Juli  | Vereinigte Staaten  | 81:68  | BR Deutschland      |
| 7. Juli  | Italien             | 78:55  | Puerto Rico         |
| 8. Juli  | Volksrepublik China | 98:84  | Puerto Rico         |
| 8. Juli  | Elfenbeinküste      | 62:98  | Italien             |
| 9. Juli  | Volksrepublik China | 84:72  | Puerto Rico         |
| 9. Juli  | BR Deutschland      | 76:85  | Italien             |
| 9. Juli  | Vereinigte Staaten  | 73:72  | Puerto Rico         |
| 10. Juli | Puerto Rico         | 91:55  | Elfenbeinküste      |
| 10. Juli | BR Deutschland      | 81:80  | Volksrepublik China |
| 10. Juli | Vereinigte Staaten  | 86:64  | Italien             |

### Gruppe D – Teneriffa
| Land        | Spiele | Gewonnen | Verloren | Körbe    | Differenz | Punkte |
| ----------- | ------ | -------- | -------- | -------- | --------- | ------ |
| Jugoslawien | 5      | 5        | 0        | 514:364  | + 150     | 10     |
| Kanada      | 5      | 4        | 1        | 510:356  | + 154     | 9      |
| Argentinien | 5      | 3        | 2        | 414:395  | + 19      | 8      |
| Niederlande | 5      | 2        | 3        | 422:405  | + 17      | 7      |
| Neuseeland  | 5      | 1        | 4        | 362:476  | - 114     | 6      |
| Malaysia    | 5      | 0        | 5        | 313: 539 | - 226     | 5      |

| 5. Juli  | Argentinien | 82:75 n. V. | Niederlande |
| 5. Juli  | Jugoslawien | 118:81      | Neuseeland  |
| 5. Juli  | Kanada      | 128:38      | Malaysia    |
| 6. Juli  | Neuseeland  | 66:84       | Niederlande |
| 6. Juli  | Jugoslawien | 131:61      | Malaysia    |
| 7. Juli  | Kanada      | 96:82       | Argentinien |
| 7. Juli  | Jugoslawien | 95:74       | Niederlande |
| 8. Juli  | Neuseeland  | 74:110      | Kanada      |
| 8. Juli  | Malaysia    | 73:93       | Argentinien |
| 9. Juli  | Jugoslawien | 87:68       | Argentinien |
| 9. Juli  | Niederlande | 79:96       | Kanada      |
| 9. Juli  | Malaysia    | 75:77       | Neuseeland  |
| 10. Juli | Niederlande | 110:66      | Malaysia    |
| 10. Juli | Jugoslawien | 83:80       | Kanada      |
| 10. Juli | Argentinien | 89:64       | Neuseeland  |

## Qualifikationsrunde 2

### Gruppe E – Barcelona
| Land         | Spiele | Gewonnen | Verloren | Körbe   | Differenz | Punkte |
| ------------ | ------ | -------- | -------- | ------- | --------- | ------ |
| Sowjetunion  | 5      | 5        | 0        | 546:441 | + 105     | 10     |
| Brasilien    | 5      | 4        | 1        | 491:435 | + 56      | 9      |
| Spanien      | 5      | 3        | 2        | 414:402 | + 12      | 8      |
| Israel       | 5      | 2        | 3        | 387:455 | - 68      | 7      |
| Kuba         | 5      | 1        | 4        | 399:460 | − 61      | 6      |
| Griechenland | 5      | 0        | 5        | 419:463 | − 44      | 5      |

| 13. Juli | Brasilien    | 99:83   | Kuba        |
| 13. Juli | Spanien      | 94:65   | Israel      |
| 13. Juli | Griechenland | 93:105  | Sowjetunion |
| 14. Juli | Griechenland | 66:75   | Kuba        |
| 14. Juli | Spanien      | 83:88   | Sowjetunion |
| 14. Juli | Brasilien    | 90:75   | Israel      |
| 15. Juli | Griechenland | 79:82   | Israel      |
| 15. Juli | Spanien      | 78:77   | Kuba        |
| 15. Juli | Brasilien    | 101:110 | Sowjetunion |

### Gruppe F – Oviedo
| Land                | Spiele | Gewonnen | Verloren | Körbe   | Differenz | Punkte |
| ------------------- | ------ | -------- | -------- | ------- | --------- | ------ |
| Vereinigte Staaten  | 5      | 4        | 1        | 409:334 | + 75      | 9      |
| Jugoslawien         | 5      | 4        | 1        | 428:374 | + 54      | 9      |
| Italien             | 5      | 3        | 2        | 404:431 | - 27      | 8      |
| Kanada              | 5      | 2        | 3        | 422:412 | + 10      | 7      |
| Argentinien         | 5      | 2        | 3        | 391:411 | − 20      | 7      |
| Volksrepublik China | 5      | 0        | 5        | 411:503 | − 92      | 5      |

| 13. Juli | Argentinien        | 74:70  | Vereinigte Staaten  |
| 13. Juli | Italien            | 89:86  | Kanada              |
| 13. Juli | Jugoslawien        | 106:82 | Volksrepublik China |
| 14. Juli | Jugoslawien        | 102:75 | Italien             |
| 14. Juli | Vereinigte Staaten | 77:65  | Kanada              |
| 14. Juli | Argentinien        | 97:80  | Volksrepublik China |
| 15. Juli | Kanada             | 95:81  | Volksrepublik China |
| 15. Juli | Vereinigte Staaten | 69:50  | Jugoslawien         |
| 15. Juli | Italien            | 78:70  | Argentinien         |

## Finalrunden – Madrid

### Klassifikationsrunden
Platz 9–12
| 18. Juli | Griechenland        | 102:88 | Argentinien |
| 18. Juli | Volksrepublik China | 93:78  | Kuba        |

Spiel um Platz 11 und 12
| 19. Juli | Kuba | 85:81 | Argentinien |

Spiel um Platz 9 und 10
| 20. Juli | Volksrepublik China | 112:111 | Griechenland |

Platz 5–8
| 17. Juli | Spanien | 100:80 | Kanada |
| 18. Juli | Italien | 100:78 | Israel |

Spiel um Platz 7 und 8
| 19. Juli | Israel | 97:84 | Kanada |

Spiel um Platz 5 und 6
| 20. Juli | Spanien | 87:69 | Italien |

### Halbfinale
| 17. Juli | Sowjetunion        | 91:90 | Jugoslawien |
| 17. Juli | Vereinigte Staaten | 96:80 | Brasilien   |

Spiel um Platz 3 und 4
| 19. Juli | Jugoslawien | 117:91 | Brasilien |

### Finale
| 20. Juli | Vereinigte Staaten | 87:85 | Sowjetunion |

## Endstände
1. Vereinigte Staaten
2. Sowjetunion
3. Jugoslawien
4. Brasilien
5. Spanien
6. Italien
7. Israel
8. Kanada
9. Volksrepublik China
10. Griechenland
11. Kuba
12. Argentinien

Weitere Teilnehmer:
- Frankreich
- Puerto Rico
- Niederlande
- Australien
- BR Deutschland
- Uruguay
- Panama
- Neuseeland
- Angola
- Südkorea
- Elfenbeinküste
- Malaysia